# Take Me to Your Heart
Take Me to Your Heart ist ein Lied des britischen Sängers Rick Astley. Es erschien im November 1988 als Single wie auch im selben Monat auf dem Album Hold Me in Your Arms.

## Entstehung und Inhalt
Es handelt sich um einen Dance-Popsong, der hauptsächlich von Synthesizern begleitet wird. Im Songtext fragt sich der Protagonist, ob die angesprochene Person seine Geliebte oder nur Freundin ist und wünscht sich, sie würde ihn in ihr Herz schließen. Geschrieben und produziert wurde er von Stock Aitken Waterman.

## Musikvideo
Das Musikvideo spielt am Set des Drehs des Musikvideos, wobei einige Sachen schieflaufen. Dazu zählt ein Saxophonist, der nicht zum Einsatz kommt, da kein Saxophon im Song vorkommt, weswegen er nur schläft oder tanzt. Zudem verpassen etwa Begleitsängerinnen und Astley selbst ihre Einsätze. Das Video wurde bei YouTube über 24,5 Millionen Mal abgerufen (Stand: Juni 2021).

## Rezeption
Der Song konnte nicht ganz den Erfolg von Astleys größten Hits wie etwa Never Gonna Give You Up wiederholen, erreichte jedoch in einigen Ländern die Top 10 oder Top 20, darunter das Vereinigte Königreich mit Platz acht, Deutschland und Schweden jeweils mit Platz zehn, die Schweiz mit Platz 16 oder Frankreich mit Platz 18. Auch in Australien (Platz 41) und Neuseeland (Platz 43) war der Titel recht erfolgreich.
Eine kleinere Kontroverse entstand um Ähnlichkeiten der Synthesizerprogrammierung zum Song Big Fun von Inner City. Stock Aitken Waterman behaupteten, dass letztere bei diesem Song ihre Synthesizerspuren von Take Me to Your Heart plagiiert hätten. Im Gegenzug setzten Stock Aitken Waterman genau diese Spuren dann im The Dick Dastardly Mix von Take Me to Your Heart ein.